# سيدي بايزيد
توجد بلدية سيدي بايزيد بدائرة دار الشيوخ ولاية الجلفة تحدها شمالا بلدية دار الشيوخ وشرقا بلدية الجلفة, أرضها متوسطة الخصوبة, سكانها هم عرش أولاد بنعلية, يتميز أولاد بنعلية بثرائهم الواسع غير الظاهر، وتتميز بتمرس أبنائها على الفروسية, يعتمد السكان على المياة الجوفية تستخرج من ابيار عامة وخاصة لبعض المزارعين وتوزع على السكان (حاسي المافقيا, حاسي الضبيا)، يكثر فيها اسم بايزيد وسميت بسيدي بايزيد وذالك للقائد بايزيد الأول (سلطان عثماني)، تعداد السكان حوالي 11000 نسمة.